# Środkowy Dunajec z dopływami
Środkowy Dunajec z dopływami este o arie protejată (sit de importanță comunitară — SCI) din Polonia întinsă pe o suprafață de 755,83 ha, integral pe uscat.

## Localizare
Centrul sitului Środkowy Dunajec z dopływami este situat la coordonatele 49°25′31″N 20°26′47″E / 49.4252°N 20.4464°E.

## Înființare
Situl Środkowy Dunajec z dopływami a fost declarat sit de importanță comunitară în octombrie 2009 pentru a proteja 3 specii de animale.

## Biodiversitate
Situată în ecoregiunile alpină și continentală, aria protejată conține 5 habitate naturale: Râuri de munte și vegetația erbacee de pe malurile acestora, Râuri de munte și vegetația lor lemnoasă cu Myricaria germanica, Râuri de munte și vegetația lor lemnoasă cu Salix elaeagnos, Păduri de stejar și carpen Galio-Carpinetum, Păduri aluvionare cu Alnus glutinosa și Fraxinus excelsior (Alno-Padion, Alnion incanae, Salicion albae).
La baza desemnării sitului se află mai multe specii protejate:
- amfibieni (1): izvoraș-cu-burta-galbenă (Bombina variegata)
- pești (2): Barbus carpathicus, zglăvoacă (Cottus gobio)